# ウルトラヴァイオレット
『ウルトラヴァイオレット』（Ultraviolet）は、2006年にアメリカで製作されたSF映画。
本項ではこの映画を原案として制作された日本の連続テレビアニメ作品『ウルトラヴァイオレット:コード044』についても解説する（詳細は後述）。

## 解説
この映画のために、1年間もの歳月をかけてトレーニングを積んだというミラは「オリンピック選手に匹敵する厳しいトレーニングだったけど、それだけの価値はあったわ」と語っている。
同監督作品『リベリオン』では、東洋武術と銃の技術を融合した“ガン=カタ”と呼ばれるオリジナル格闘技を考案し、カルト的人気を博したが、今度は“ガン=カタ”的なアクション（劇中設定ではガン＝カタとは謳っていない）に加えて新体操にヒントを得て、再び独自のアクションシーンを描いた。
リベリオンに比べ、ドラえもんのポケットのような、四次元式のケースや使い捨ての携帯電話などSF的なガジェットが多くなっているが、一部を除き登場する銃器はベレッタM92など現代と同じ銃が使用されていたり、町並みも主にロケを行った東方明珠電視塔など中国の上海がモチーフとなっており、現代の延長線と言える光景であるなど現実的な「近未来」として表現されている。

## ストーリー
21世紀末、新種のウイルスが蔓延、感染した人間は超人的な知能と運動能力を身につけるが、“ファージ”と呼ばれた彼らは、感染後わずか12年で命を落とす運命にあった。ファージの能力を恐れた人間たちは彼らの根絶を企て、政府によるファージ掃討作戦が開始される。追い詰められたファージは地下組織を結成、人間政府との激しい抗争を繰り広げる。やがて政府はファージ絶滅の切り札となる最終兵器の開発に成功する。ファージ側はその情報をつかむと、最終兵器強奪のため、余命36時間の最強の殺し屋ヴァイオレットを送り込む。かつて、感染した夫と子どもを政府に殺され復讐に燃えるヴァイオレットは、兵器の入ったケースを研究所から奪い去る。しかし、その直後、彼女は最終兵器がわずか9歳の少年であることを知るのだった。
ヴァイオレットは、シックスと呼ばれるその少年を殺すことが出来ず、ファージを裏切ってシックスと共に逃亡した。ヴァイオレットに味方するファージの医師ガンスは、シックスの体内に人類を全滅させる抗体があり、その副作用で余命が8時間であることを突き止めた。
力尽き、開発者のラクサスに連れ戻されるシックス。ヴァイオレットは、シックスがまだ死んではいないと信じて、彼を救い出すために人間政府のビルに突入した。ラクサスを倒し、シックスを取り戻すヴァイオレット。シックスは、ファージを治療する可能性があることを語るのだった。

## キャスト
※括弧内は日本語吹替
- ヴァイオレット・ソン・ジャット・シャリフ - ミラ・ジョヴォヴィッチ（本田貴子）
- シックス - キャメロン・ブライト（水樹奈々）
- ファーディナンド・ダクサス - ニック・チンランド（江原正士）
- ガース - ウィリアム・フィクナー（村治学）
- ナーヴァ - セバスチャン・アンドリュー（東地宏樹）

## テレビアニメ
2008年7月から9月まで、『ウルトラヴァイオレット:コード044』（ゼロ-フォーティー・フォー）というタイトルで放送された。全12話。ストーリーは映画の世界観を元にした完全オリジナル、登場人物も全てアニメオリジナルキャラクター。
日本ではアニマックスとBS11で放送。アニマックスでは開局10周年記念番組と冠されて放送された。BS11では放送1週間前（7月5日）に特番『放送直前スペシャル!ウルトラヴァイオレット：コード044』を放送した。
監督の出崎統は、1980年に独立して以来のマッドハウス作品への参加となった。当時、出崎は癌を発症し治療を行わないつもりでいたが、そのことを告げられたマッドハウス社長の丸山正雄が最後に一緒に仕事をすることを提案し、本作品を引き受けたという。その後、出崎は『源氏物語千年紀 Genji』も手がけているが、丸山は本作品が満足の行く出来ではなかったから同作品へ参加したのではないかと推測している。

### あらすじ
ウイルスを使った遺伝子操作によって、優れた戦闘力と引き換えに余命僅かとなった最強の女戦士・044（フォーティーフォー）は、政府から吸血鬼軍団・ファージとその首領・キングを殲滅する任務を引き受ける。しかし、044はその戦いの中で若いファージ戦士・ルカと出会うが、044は何故か彼を殺せなかった。その結果、政府のリーダー・ダクサス・ジュニアに裏切り者と見なされてしまい、ファージと政府の両方から命を狙われる。そして、044は傷ついたルカと共に逃走する。

### 登場人物
- 044（フォーティーフォー）：朴璐美
- ダクサス二世：小山力也
- ガルシア：堀内賢雄
- ルカ：関智一
- キング：羽佐間道夫
- バーク警部：安原義人
- マチルダ：山像かおり
- 724：藤原啓治
- サクザ：大塚明夫

### スタッフ
- 監督・脚本・絵コンテ - 出崎統
- キャラクターデザイン - 杉野昭夫
- 美術監督 - 河野次郎
- 撮影監督 - 中村圭介
- 色彩設計 - 金丸ゆう子
- メカ設定 - 片貝洋文
- 音楽 - 村井秀清
- 音楽監督 - 鈴木清司
- 音響監督 - 山田知明
- 音響効果 - 倉橋静男
- プロデューサー - 森島太朗
- 制作プロデューサー - 岩瀬安輝、宇田川純男
- アニメーションプロデューサー - 原史倫、大石光明
- アニメーション制作 - マッドハウス
- アニメーション制作協力 - 手塚プロダクション
- 製作著作 - ソニー・ピクチャーズ エンタテインメント

### 主題歌
オープニングテーマ「Guilty Pleasure」
vocal - BECCA
エンディングテーマ「Falling Down」
vocal - BECCA

### 各話リスト
| 話数 | サブタイトル           | 演出     | 作画監督                 |
| ---- | ---------------------- | -------- | ------------------------ |
| 1    | 旅立ち...              | 広島秀樹 | 杉野昭夫                 |
| 2    | …初恋                  | 広島秀樹 | 杉野昭夫                 |
| 3    | 回収命令               | 栗本宏志 | 桜井木ノ実               |
| 4    | 鎖                     | 長岡義孝 | 内田裕                   |
| 5    | 脱出                   | 広島秀樹 | 斉藤浩信 細野明美        |
| 6    | 絶望の棺               | 山口頼房 | Lee Min Bae              |
| 7    | クローン&クローン      | 栗本宏志 | 桜井木ノ実               |
| 8    | 臨検                   | 長岡義孝 | 内田裕                   |
| 9    | 星屑（スター・ダスト） | 津田義三 | 杉野昭夫                 |
| 10   | …再会                  | 山口頼房 | 斎藤浩信 細野明美 李敏培 |
| 11   | 地球（ふるさと）へ…    | 栗本宏志 | 桜井木の実               |
| 12   | …閃光                  | 長岡義孝 | 杉野昭夫                 |

### 放送局
| 放送地域 | 放送局       | 放送期間                | 放送日時                 | 放送区分 | 備考                           |
| -------- | ------------ | ----------------------- | ------------------------ | -------- | ------------------------------ |
| 日本全域 | アニマックス | 2008年7月1日 - 9月16日  | 火曜 22時00分 - 22時30分 | CS放送   | 『LEVEL22』枠 リピート放送あり |
| 日本全域 | BS11         | 2008年7月12日 - 9月27日 | 土曜 23時30分 - 24時00分 | BS放送   | 『ANIME+』枠                   |

| アニマックス 『LEVEL22』 火曜22時00分枠 | アニマックス 『LEVEL22』 火曜22時00分枠 | アニマックス 『LEVEL22』 火曜22時00分枠 |
| 前番組                                  | 番組名                                  | 次番組                                  |
| --------------------------------------- | --------------------------------------- | --------------------------------------- |
| 闘牌伝説アカギ 〜闇に降り立った天才〜   | ウルトラヴァイオレット コード044        | 黒塚 KUROZUKA                           |
| BS11 『ANIME+』 土曜23時30分枠          |                                         |                                         |
| 新世紀エヴァンゲリオン                  | ウルトラヴァイオレット コード044        | 黒塚 KUROZUKA                           |